# 无配膜叶铁角蕨
无配膜叶铁角蕨（学名：[Hymenasplenium apogamum] 错误：{{Lang}}：文本有斜体标记（帮助））也称无配铁角蕨，为铁角蕨科膜叶铁角蕨属下的一个种。